# Cattedrale di Sant'Ansgario
La cattedrale di Sant'Ansgario (in danese: Sankt Ansgars Kirke) è la cattedrale cattolica di Copenaghen, in Danimarca, e sede della diocesi di Copenaghen.

## Storia
La chiesa, inaugurata il 1º novembre del 1842, è stata realizzata su progetto dell'architetto Gustav Friederich Hetsch, è un misto di stile romanico e classico ed ha come riferimento il modello della chiesa di San Ludovico a Monaco di Baviera.
Al tempo la fede cattolica romana era ancora ufficialmente vietata in Danimarca e la chiesa fu realizzata sette anni prima della revoca del divieto su una terra di proprietà dell'Austria già dal 1774 e parte dell'ambasciata austriaca. 
Nel 1850 l'edificio divenne autonomo dall'ambasciata, essendo venuto meno il divieto per il culto cattolico nel paese, tuttavia rimase il divieto di fare uso di campane nelle chiese cattoliche. Solo nel 1943 è stata aggiunta una torre e nel 1949 tre campane. La torre fu costruita sul lato sud dall'architetto Gunnar Glahn in stile modernista.
La chiesa è stata restaurata negli anni 1988 - 1992 in collaborazione con il Museo Nazionale sotto la direzione del professore, architetto Wilhelm Wohlert.

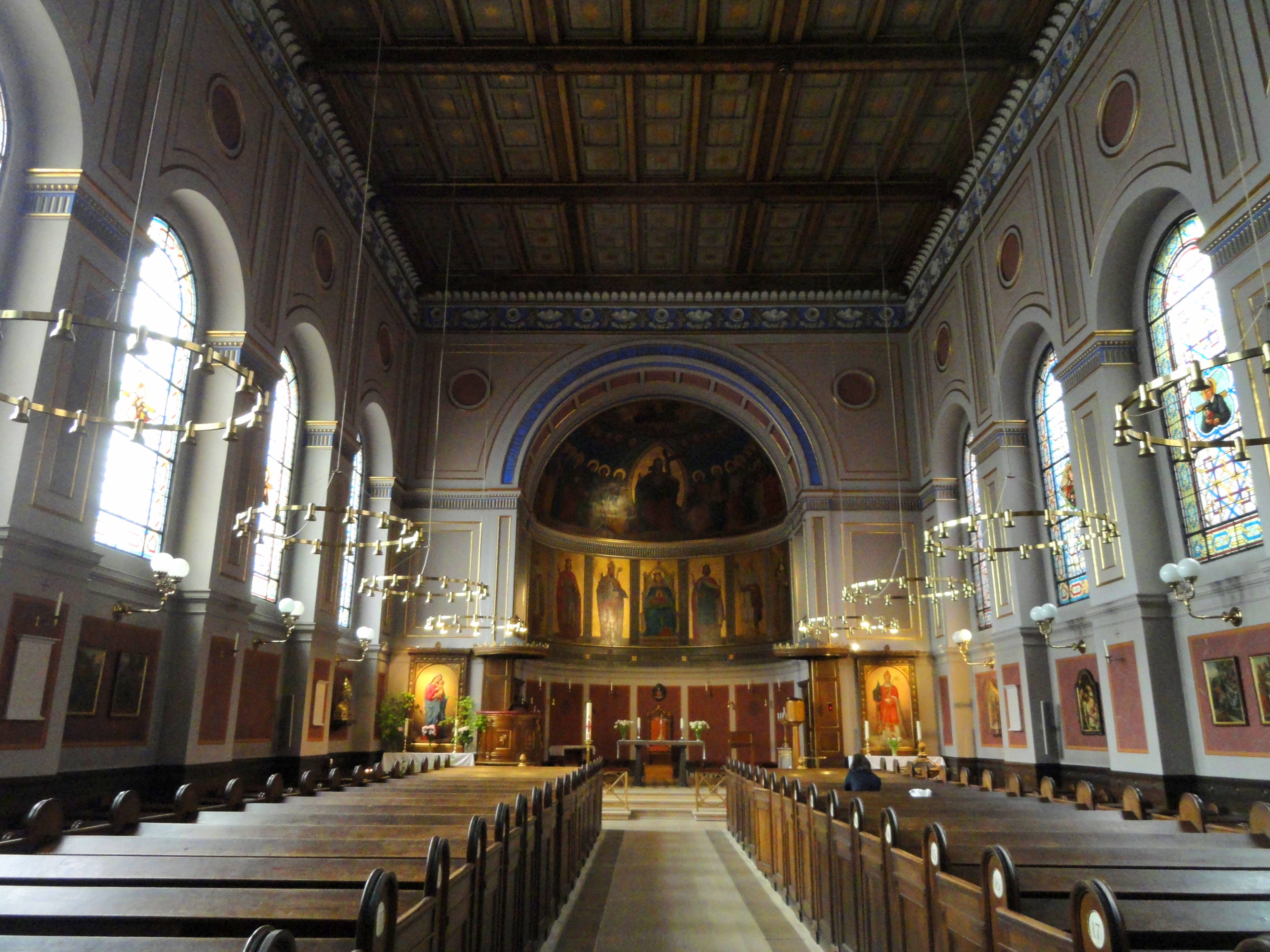
L`interno della cattedrale.